# Neriacanthus nitidus
Neriacanthus nitidus är en akantusväxtart som beskrevs av Emery Clarence Leonard. Neriacanthus nitidus ingår i släktet Neriacanthus och familjen akantusväxter. Inga underarter finns listade i Catalogue of Life.